# Hohenruppersdorf
Hohenruppersdorf är en ort och kommun  i Österrike. Den ligger i distriktet Gänserndorf i förbundslandet Niederösterreich, 35 km nordost om huvudstaden Wien. 